# National Board of Review Awards 2015
87th NBR Awards

Melhor Filme: 
Mad Max: Estrada da Fúria
O 87º National Board of Review Awards, que homenageia os melhores filmes de 2015, foi anunciado em 1 de dezembro de 2015.

## Top 10 de Melhores Filmes do Ano
Filmes listados em ordem alfabética (de acordo com o título original), exceto o primeiro, que é classificado como Melhor Filme do Ano:
- Mad Max: Estrada da Fúria
- Ponte dos Espiões
- Creed: Nascido para Lutar
- Os Oito Odiados
- Divertida Mente
- Perdido em Marte
- O Quarto de Jack
- Sicario: Terra de Ninguém
- Spotlight: Segredos Revelados
- Straight Outta Compton: A História do N.W.A.

## Melhores Filmes Estrangeiros do Ano
- Boa Noite, Mamãe
- Mediterrânea
- Fênix
- Que Horas Ela Volta?
- A Gangue

## Melhores Documentários do Ano
- Best of Enemies
- The Black Panthers: Vanguard of the Revolution
- The Diplomat
- Listen to Me Marlon
- The Look of Silence

## Top 10 de Melhores Filmes Independentes do Ano
- 71: Esquecido em Belfast
- 45 Anos
- A Viatura
- Ex_Machina: Instinto Artificial
- Aprendendo Com a Vovó
- Corrente do Mal
- James White
- Parceiros de Jogo
- Bem-Vindos ao Mundo
- Enquanto Somos Jovens

## Vencedores
Melhor Filme:
- Mad Max: Estrada da Fúria

Melhor Diretor:
- Ridley Scott, Perdido em Marte

Melhor Ator:
- Matt Damon, Perdido em Marte

Melhor Atriz:
- Brie Larson, O Quarto de Jack

Melhor Ator Coadjuvante:
- Sylvester Stallone, Creed: Nascido para Lutar

Melhor Atriz Coadjuvante:
- Jennifer Jason Leigh, Os Oito Odiados

Melhor Roteiro Original:
- Quentin Tarantino, Os Oito Odiados

Melhor Roteiro Adaptado:
- Drew Goddard, Perdido em Marte

Melhor Filme de Animação:
- Divertida Mente

Melhor Revelação (empate):
- Abraham Attah, Beasts of No Nation
- Jacob Tremblay, O Quarto de Jack

Melhor Diretor Estreante:
- Jonas Carpignano, Mediterrânea

Melhor Filme Estrangeiro:
- O filho de Saul

Melhor Documentário:
- Amy

Prêmio de Cinema William K. Everson:
- Cecilia De Mille Presley

Melhor Elenco:
- A Grande Aposta

Prêmio Spotlight:
- Sicario, por sua visão colabotariva.

NBR Liberdade de Expressão:
- Beasts of No Nation
- Cinco Graças